# Чемпионат Катара по футболу 2019/2020
Старс-лига 2019/2020 (англ. Stars League 2019/2020) — 47-й сезон чемпионата Катара по футболу. Он начался 21 августа 2019 года и закончится в 2020 году.
По итогам предыдущего сезона лигу покинул «Аль-Харитият». Лигу пополнила «Аль-Вакра», занявшая 1-е место во Втором дивизионе 2018/19.
11 марта 2020 года в связи с пандемией COVID-19 Катарская футбольная ассоциация и Олимпийский комитет Катара приняли решение о проведении оставшихся матчей чемпионата за закрытыми дверями ради безопасности болельщиков. 14 марта ассоциация и комитет приняли решение о приостановке чемпионата сначала до 29 марта, а позднее до 14 апреля. 14 апреля Олимпийский комитет Катара принял решение (циркуляр №9 от 2020 года) о приостановке всех соревнований до 30 апреля 2020 года, на основании которого ассоциация продлила паузу в чемпионате. 1 мая пауза в первенстве была продлена ещё на две недели до 14 мая.

## Клубы-участники
| Клуб        | Город      | Стадион (вместимость)                  | Главный тренер       |
| ----------- | ---------- | -------------------------------------- | -------------------- |
| Аль-Садд    | Доха       | Джассим бин Хамад (14 000)             | Хави                 |
| Аль-Духаиль | Доха       | Аль-Духаиль (12 000)                   | Руй Фариа            |
| Ас-Сайлия   | Доха       | Хамад бин Халифа (12 000)              | Сами Трабельси       |
| Эр-Райян    | Эр-Райян   | Ахмед бин Али (21 282)                 | Диего Агирре         |
| Аль-Ахли    | Доха       | Хамад бин Халифа (12 000)              | Рубен де ла Баррера  |
| Аль-Араби   | Доха       | Гранд Хамад (13 000)                   | Хеймир Хадльгримссон |
| Аль-Шахания | Эш-Шахания | Ахмед бин Али (21 282)                 | Пепе Мурсия          |
| Аль-Гарафа  | Доха       | Аль-Гарафа (25 000)                    | Славиша Йоканович    |
| Умм-Салаль  | Умм-Салаль | Аль-Гарафа (25 000)                    | Рауль Канеда         |
| Аль-Хор     | Аль-Хаур   | Аль-Хор (13 000)                       | Бернар Казони        |
| Катар СК    | Доха       | Аль-Духаиль (12 000) Катар СК (13 000) | Серхио Батиста       |
| Аль-Вакра   | Доха       | Аль-Джануб (13 000)                    | Тинтин Маркес        |

## Турнирная таблица
| М  | Команда     | И  | В  | Н | П | Мячи    | ±   | О  | Примечания                                                            |
| -- | ----------- | -- | -- | - | - | ------- | --- | -- | --------------------------------------------------------------------- |
| 1  | Аль-Духаиль | 17 | 13 | 3 | 1 | 33 − 14 | +19 | 42 | Групповой раунд Лиги чемпионов АФК 2021 + Клубный чемпионат мира 2020 |
| 2  | Эр-Райян    | 17 | 11 | 5 | 1 | 34 − 14 | +20 | 38 | Групповой раунд Лиги чемпионов АФК 2021                               |
| 3  | Аль-Садд    | 17 | 10 | 2 | 5 | 45 − 27 | +18 | 32 | Раунд плей-офф Лиги чемпионов АФК 2021                                |
| 4  | Аль-Гарафа  | 17 | 8  | 4 | 5 | 29 − 24 | +5  | 28 | Раунд плей-офф Лиги чемпионов АФК 2021                                |
| 5  | Аль-Араби   | 17 | 6  | 6 | 5 | 27 − 24 | +3  | 24 |                                                                       |
| 6  | Ас-Сайлия   | 17 | 7  | 2 | 8 | 19 − 22 | −3  | 23 |                                                                       |
| 7  | Аль-Вакра   | 17 | 5  | 4 | 8 | 24 − 27 | −3  | 19 |                                                                       |
| 8  | Аль-Ахли    | 17 | 5  | 4 | 8 | 22 − 29 | −7  | 19 |                                                                       |
| 9  | Катар СК    | 17 | 4  | 5 | 8 | 16 − 22 | −6  | 17 |                                                                       |
| 10 | Аль-Хор     | 17 | 3  | 5 | 9 | 19 − 27 | −8  | 14 |                                                                       |
| 11 | Умм-Салаль  | 17 | 3  | 5 | 9 | 15 − 33 | −18 | 14 | Стыковые матчи                                                        |
| 12 | Аль-Шахания | 17 | 1  | 7 | 9 | 17 − 37 | −20 | 10 | Вылет во Второй дивизион 2020/21                                      |

Источник: http://www.rsssf.com/tablesq/qat2020.html
Правила для классификации: 
1) очки; 2) разница голов; 3) количество забитых голов.
(C) = Чемпион; (R) = Выбыл; (P) = Вышел в; (O) = Победитель плей-офф; (A) = Прошёл в следующий раунд. 